# Tre Nevi
Tre Nevi è uno dei più importanti comprensori sciistici dell'Italia centro-meridionale, situato nell'Appennino abruzzese, in Abruzzo. Nato nel 1997, è composto da tre località sciistiche da cui il nome del comprensorio: le prime due sono Campo Felice, con i due versanti di Lucoli e Rocca di Cambio, ed Ovindoli, entrambe comprese tra il Monte Velino, il Monte Magnola e il Monte Sirente, all'interno del Parco naturale regionale Sirente-Velino, mentre la terza è la più distanziata stazione di Campo Imperatore, sul Gran Sasso.

## Caratteristiche

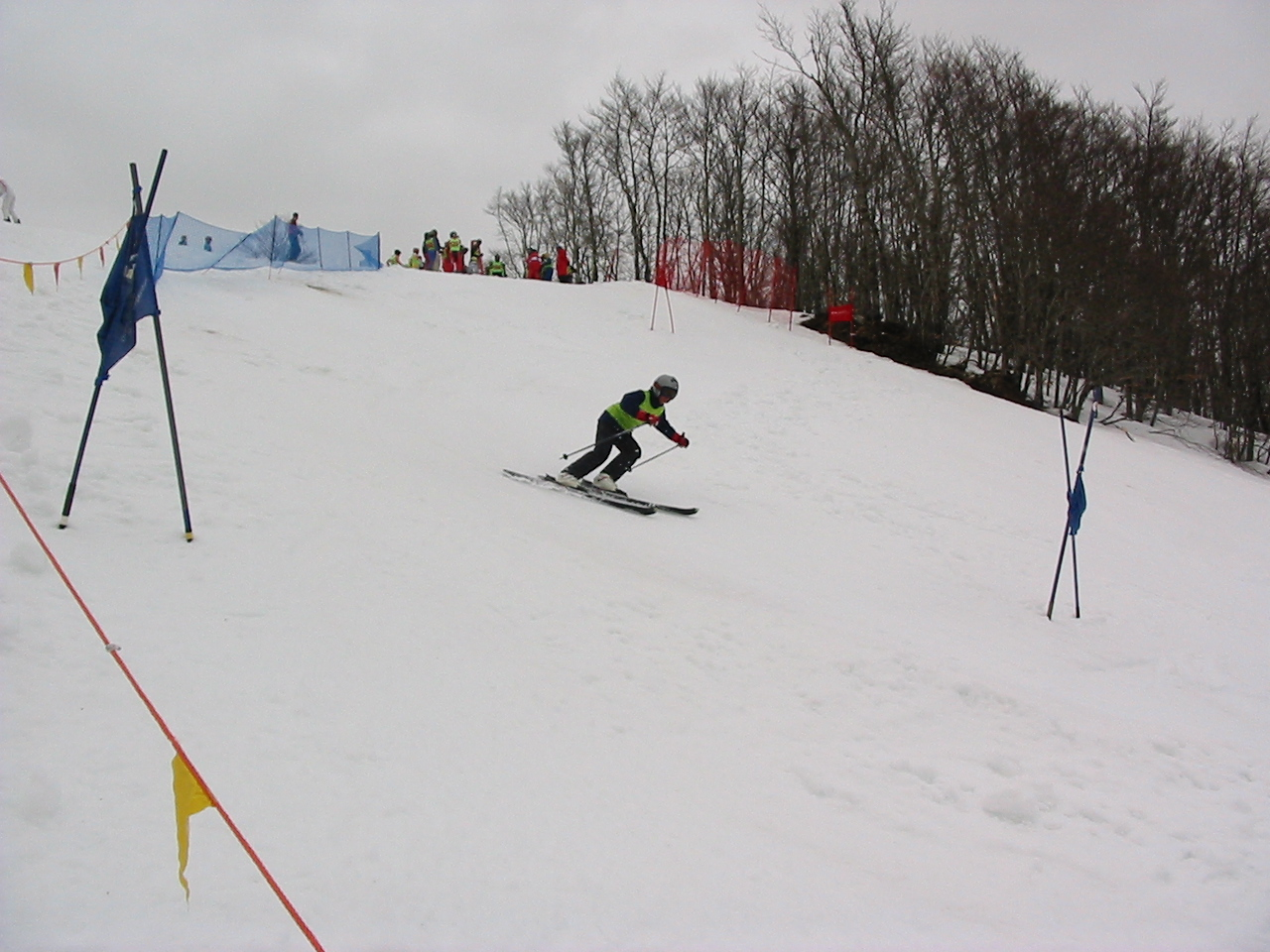
Gara di sci a Campo Felice

Il comprensorio dispone su Campo Felice di 30 chilometri di piste, su Campo Imperatore di 15 chilometri di piste, 60 per il fondo e su Ovindoli di 30 chilometri di piste servite da importanti e svariate infrastrutture. Sia a Campo Felice che ad Ovindoli sono inoltre presenti piste ad anello per lo sci di fondo. I corsi di sci sono gestiti dallo Sci Club Tre Nevi, facente parte dell'omonimo centro sportivo con sede a Rocca di Mezzo.
Il consorzio offre uno skipass unico stagionale e plurigiornaliero.

### Sviluppo
Per le due stazioni sciistiche di Campo Felice e Ovindoli, site a breve distanza ma separate, più volte è stata espressa la volontà di collegare i rispettivi impianti di risalita e piste tramite opportuno progetto, ora deciso a partire con il protocollo di sviluppo per l'Abruzzo dopo il sisma del 2009; i lavori che sono partiti ad agosto 2023, presunibilmente verranno conclusi nel 2025, quando saranno completati tutti e tre i lotti che porteranno non solo al definitivo ampliamento della stazione sciistica di Ovindoli Monte Magnolia ma anche al collegamento con Campo Felice; nello specifico, verranno realizzate 7 nuove piste da sci ed altre tre seggiovie.